# Сентябрь 2023 года

Список событий сентября 2023 года.

## События
- 1 сентября
  - В Гонконге и провинции Гуандун (Китай) отменены сотни авиарейсов, закрыты многие предприятия и школы из-за приближения тайфуна Саола[1].
  - Новым лидером Социал-демократической партии Финляндии избран Антти Линдтман, сменивший Санну Марин[2].
- 2 сентября
  - Индийская организация космических исследований (ISRO) запустила ракету для изучения Солнца в рамках своей первой солнечной миссии, ракета-носитель Polar Satellite Launch Vehicle (PSLV) успешно вывела на околоземную орбиту индийскую космическую обсерваторию Aditya-L1[3].
  - Индийский луноход «Прагъян» успешно выполнил все поставленные задачи и готовится к лунной ночи, для чего был переведен спящий режим[4][5].
- 3 сентября
  - Спорт
    - Женская сборная Турции по волейболу впервые стала чемпионом Европы, победив в финале команду Сербии со счётом 3-2[6].
- 4 сентября
  - Около 20 000 учителей вышли на митинг в Сеуле, эта акция стала продолжением прошедшего ранее 2 сентября митинга с участием около 200 тысяч учителей у здания Национальной ассамблеи. Учителя вышли на митинг с требованием защиты своих прав[7].
  - 23 человека получили травмы в результате того, что легковой автомобиль въехал в ресторан быстрого питания Denny’s в американском штате Техас[8].
  - По меньшей мере 9 человек погибли, 5 получили ранения в столкновениях боевиков повстанческой «Армии национального освобождения» (АНО/ELN) и «Революционных вооруженных сил Колумбии» (РВСК/FARC/ФАРК), которые произошли в департаменте Араука (Колумбия)[9].
- 5 сентября
  - Международная группа биологов из Австралии, Великобритании и США обнаружила окаменелые останки древнейшего родственника современных коал в центральной части австралийского континента. Находка возрастом около 25 млн лет относится к эпохе олигоцена. Доклад опубликован в научном журнале Scientific Reports[англ.][10].
  - В Болгарии 2 человека погибли, 3 пропали без вести в результате вызванного ливнями наводнения[11].
  - Россия возобновила прямое авиасообщение с Мьянмой после 30-летнего перерыва[12].
- 6 сентября
  - В Москве открылись станции метро «Пыхтино» и «Аэропорт Внуково», последняя из которых находится рядом с международном аэропортом «Внуково». Таким образом, «Внуково» стал первым аэропортом, который получил прямую пересадку на метрополитен в постсоветской России[13].
  - В результате циклона, обрушившегося на бразильский штат Риу-Гранди-ду-Сул, погиб по меньшей мере 31 человек[14].
  - В Норвегии археологи обнаружили стрелу, возраст которой составляет около 4000 лет, найти её удалось во время экспедиции археологов из проекта Secrets of the Ice[15].
  - На стоянке Убайдия в долине реки Иордан (Израиль) археологи нашли каменные шары ручной работы возрастом около 1,4 млн лет[16].
  - В результате российского обстрела рынка в Константиновке Донецкой области 17 человек погибли, 32 получили ранения[17][18].
- 7 сентября
  - Американская академия кинематографических искусств и наук (Academy of Motion Picture Arts and Sciences, A.M.P.A.S) объявила о переносе 14-й церемонии вручения премии «Оскар» за выдающиеся заслуги в кинематографе (почётный «Оскар») с 18 ноября 2023 года на 9 января 2024 года[19].
  - В Мексике по решению Верховного суда по всей стране была декриминализирована процедура аборта[20].
  - С японского космодрома Танегасима ракетой-носителем H-IIA запущена американская орбитальная рентгеновская обсерватория XRISM и японский лунный посадочный модуль SLIM с двумя луноходами[21].
  - Министерство обороны Румынии сообщило об обнаружении новых обломков беспилотника в районе Плауру[укр.] (уезд Тулча) на границе с Украиной (напротив Измаила), аналогичного тем, которые используются в российской армией в Украине[22].
  - Китайские учёные впервые вырастили аналог почки человека внутри эмбриона свиньи[23].
- 8 сентября
  - Вечернее землетрясение в Марокко магнитудой 6,8 унесло более 2000 человеческих жизней. Эпицентр землетрясения находился в 77 км к юго-западу от Марракеша[24][25].
  - Учёные из Университета Лозанны и Центра Висса[англ.] открыли новый тип клеток мозга[англ.], который занял промежуточное место по функциям и составу между нейронами и глиальными клетками; результаты исследования опубликованы в журнале Nature[26].
  - В Мексике произошло землетрясение магнитудой 5,8[27].
  - Тайфун Хайкуй принёс рекордное количество осадков в китайской провинции Гуандун и САР Гонконг; в Гонконге за сутки выпало около 200 мм осадков, а в Шэньчжэне — более 500 мм[28].
  - В Турции основателя криптовалютной биржи «Thodex» осудили на 11 000 лет лишения свободы и к штрафу в 135 миллионов турецких лир за мошенничество[29][30].
  - Спорт
    - 31-летний Неймар забил два мяча в ворота сборной Боливии по футболу и стал лучшим бомбардиром в истории сборной Бразилии (79 голов), превзойдя достижение Пеле, установленное в 1971 году[31].
- 11 сентября
  - Испанские учёные из Университета Сарагосы обнаружили свыше 100 древних наскальных рисунков в пещере Кова Донес, расположенной недалеко от Валенсии; возраст находки не менее 24 тысяч лет, она может стать крупнейшим памятником эпохи палеолита в Европе[32].
  - В результате шторма и вызванного им наводнения на востоке Ливии погибло по крайней мере 150 человек, больше всего пострадал город Дерна[33].
- 12 сентября
  - Космический телескоп «Джеймс Уэбб» открыл в атмосфере экзопланеты K2-18 b молекулы метана, углекислого газа и, возможно, диметилсульфида, который на Земле производится в природе только живыми организмами[34][35].
  - Пожар в Ханое унес жизни 56 человек[36].
  - Сборная Португалии по футболу одержала крупнейшую победу в своей истории, обыграв команду Люксембурга со счётом 9:0[37].
  - Число жертв наводнения в Ливии превысило 5300 человек[38].
  - Международная группа палеонтологов обнаружила на юге Бразилии окаменевшие кости одного древнейших плотоядных животных — Pampaphoneus biccai или пампафонея, обитавшего в Южной Америке 265 млн лет назад[39].
  - Пассажирский самолёт Airbus A320 авиакомпании «Уральских авиалиний» совершил аварийную посадку в поле в Новосибирской области, на борту было 165 человек, никто не пострадал[40].
  - Лидер КНДР Ким Чен Ын на личном бронепоезде приехал с визитом в Россию[41].
  - Генеральный директор британской нефтегазовой компании BP Бернард Луни подал в отставку[42].
- 13 сентября
  - Тейлор Свифт получила премию MTV VMA в главной категории «Видео года»[43].
  - У побережья Чили произошло землетрясение магнитудой 6,1[44].
  - Число жертв наводнения в Ливии превысило 7000 человек[45]
  - Лидер КНДР Ким Чен Ын посетил космодром Восточный, где провел встречу с президентом РФ[46][47]
  - Севастопольский морской завод подвергся ракетному удару, что привело к сильному пожару. Серьёзно повреждены большой десантный корабль «Минск» и подводная лодка Б-237 «Ростов-на-Дону»[48]
- 14 сентября
  - В США в кальдере супервулкана МакДермитт[англ.] в штате Невада на границе Орегоном геологи обнаружили в шахте Такер-Пасс[англ.] резервуар лития, который, по оценкам специалистов, может быть самым большим в мире[49].
  - Число жертв наводнения в Ливии превысило 11300 человек[50].
  - На итальянском острове Лампедуза, где число нелегальных мигрантов превысило количество местных жителей, начались беспорядки[51].
  - Европейский центральный банк поднял учётную ставку до рекордного уровня 4 % в надежде снизить инфляцию в еврозоне, которая остаётся выше 5 %[52].
- 15 сентября
  - Ксенотранспортированная свиная почка проработала рекордные 2 месяца в теле умершего человека. Эксперимент завершили в заранее назначенный день, тело вернули родным[53].
  - Премию Breakthrough Prize присудили за разработку Т-клеточной иммунотерапии химерного антигенного рецептора, лекарство от муковисцидоза и идентификацию генов риска болезни Паркинсона[54][55].
  - В петербургском суде силовики использовали слезоточивый газ, чтобы выгнать группу поддержки Саши Скочиленко[56].
  - В Швеции отметили 50-летие правления[англ.] короля Карла XVI Густава.
  - Сейм Латвии утвердил коалиционное правительство под руководством премьер-министра Эвики Силини. В коалицию вошли «Новое единство», «Союз зелёных и крестьян» и «Прогрессивные»[57].

- 16 сентября
  - Самолёт пилотажной группы Frecce Tricolori разбился под итальянским Турином во время тренировочного полёта; при падении он задел автомобиль, в результате чего погибла находившаяся там девочка. Пилот и ещё один пассажир автомобиля госпитализированы[58].
  - В Греции в результате шторма «Даниэль», который обрушился на центральные районы страны на прошлой неделе, погибли более 200 тыс. животных. Министр развития сельского хозяйства Греции Лефтерис Авгенакис заявил, что погибли 61 786 овец и коз, 19 355 свиней, 5306 голов крупного рогатого скота и 123 810 птиц[59].
- 17 сентября
  - По данным газеты The Yoruba Times в Конго произошел военный переворот, в то время как президент страны Дени Сассу-Нгессо находился с визитом в США. Позже пресс-секретарь правительства Конго опроверг эту информацию, попытка военного переворота не удалась[60].
  - Старая синагога в германском городе Эрфурт получила статус Всемирного наследия ЮНЕСКО[61].
  - Завершился Саммит Северная Корея-Россия, Ким Чен Ын уехал назад в КНДР[62][63].
  - Спорт
    - Американский велогонщик Сепп Кусс из команды Jumbo-Visma выиграл 78-ю по счёту многодневку Вуэльта Испании[64].
- 18 сентября
  - В США пропал с радаров новейший самолёт невидимка, после этого стало известно об аварии самолёта F-35 и катапультировании его пилота[65].
  - Организация Объединённых Наций (ООН) по вопросам образования, науки и культуры (ЮНЕСКО) внесла руины города Иерихона в Палестине в Список объектов Всемирного наследия[66].
- 19 сентября
  - Расследователи в США утверждают, что им удалось установить личность одного из самых знаменитых американских серийных убийц по прозвищу Зодиак. По их словам, Зодиаком оказался некий Гэри Френсис Пост из Калифорнии, который и совершил ряд убийств более 50 лет тому назад[67].
  - На аукционе Bilweb заявили на продажу автомобиль Mercedes-Benz, который ранее принадлежал королю Швеции Карлу XVI Густаву по крайне низкой цене — по оценке экспертов продажа этого S-Class принесёт не более 150 тысяч крон (13,4 тысячи долларов)[68].
  - Азербайджан начал военную операцию в Нагорном Карабахе[69].
  - Спорт
    - Начался групповой этап Лиги чемпионов УЕФА 2023/2024[70]
- 20 сентября
  - Представители Азербайджана и Нагорного Карабаха достигли договоренности о полном прекращении боевых действий, армия Нагорного Карабаха покидает боевые позиции и складывает оружие[71].
  - Пятеро российских миротворцев погибли в Нагорном Карабахе в результате обстрела со стороны азербайджанских военных[72].
  - Группа учёных научного проекта Re:Wild обнаружила падуб Пернамбуко (Ilex sapiiformis) в городе Игарассу провинции Пернамбуко на северо-востоке Бразилии. Этот вид деревьев считался вымершим 185 лет назад[73].
  - Neuralink, занимающаяся созданием интерфейса «мозг — компьютер», ранее получила одобрение Управления по санитарному надзору за качеством пищевых продуктов и медикаментов (FDA) на первое клиническое испытание своей технологии на людях и сейчас начала набор добровольцев на этот экспериментальный проект[74].
  - В Балашихе произошёл взрыв газа в жилом доме, в результате происшествия погибли 7 человек, 20 пострадали, разрушения зафиксировали более чем в 10 квартирах[75].
- 21 сентября
  - Международная команда археологов при проведении исследовательских работ на территории Замбии обнаружила остатки старейшей в мире деревянной конструкции, чей возраст составляет почти полмиллиона лет. Это означает, что она была создана гоминидами, существовавшими ещё до появления нашей эволюционной ветви[76].
  - Учёные в Перу при раскопках в историческом комплексе возле Вьехо-Сангайаико в 200 километрах от Лимы обнаружили так называемый «звучащий пол», который использовался сотнями лет для танцев с акустическими эффектами[77].
  - В водах Марианской впадины обнаружили самый глубоководный вирус, сообщает журнал Microbiology Spectrum. «Обнаружен умеренный фаг vB_HmeY_H4907, инфицирующего Halomonas meridiana H4907, выделенного из поверхностных отложений Марианской впадины на глубине 8,9 тысячи метров» — говорится в сообщении[78].
  - Медиамагнат Руперт Мёрдок ушёл с постов председателя совета директоров Fox Corporation и News Corp, передав руководство своему старшему сыну Лаклану Мёрдоку[79].
- 22 сентября
  - Ракетный удар по штабу Черноморского флота ВМФ России.
  - Норвежские археологи благодаря тающему леднику на высоте почти 2000 метров над уровнем моря нашли хорошо сохранившиеся элементы конской уздечки, которая предварительно датируется эпохой викингов[80].
  - Исследователи выделили и секвенировали РНК возрастом более 100 лет из образца тилацина или тасманского волка, который хранился при комнатной температуре в музейной коллекции[81].
  - Купюру номиналом в 10 тысяч долларов США периода Великой депрессии продали на аукционе США за 480 тыс. долл[82][83].
- 24 сентября
  - Капсула миссии OSIRIS-REx с образцами грунта, собранными на астероиде (101955) Бенну, вернулась на Землю[84].
- 25 сентября
  - В результате взрыва на автозаправочной станции в Нагорном Карабахе погибли 125 человек, ещё 290 пострадали[85].
  - Археологи из Китайской академии социальных наук (CASS) при проведении раскопок около города Сяньян обнаружили гробницу императора Сяомина, правителя из династии Северная Чжоу[86].
  - Власти Эфиопии временно запретили авиапассажирам вывозить в любом виде и в любом количестве кофе из страны, в том числе для себя[87].
  - Во Вьетнаме исследователи обнаружили 16 новых видов ос-паразитов, что увеличило число известных видов ос на 30 %[88].
  - Завершилась 45-я сессия Комитета всемирного наследия ЮНЕСКО[89].
  - Более 6,5 тыс. беженцев из Нагорного Карабаха, опасающихся за свою безопасность после недавних событий, въехало в Республику Армения[90].
- 26 сентября
  - В результате пожара[англ.], вспыхнувшего во время свадьбы в иракской провинции Найнава, погибли более 110 человек, около 200 получили ранения[91].
  - За сутки Нагорный Карабах покинули более 20 % его жителей[92].
  - 39-летняя Ольга Каменская выиграла конкурс «Миссис Вселенная Интернешнл», который прошёл в США. Всего в конкурсе приняли участие 72 участницы со всего мира[93].
- 27 сентября
  - Забастовка Гильдии сценаристов США официально завершилась[94].
  - Минкультуры отозвало прокатное удостоверение у якутского фильма «Айта»[95].
  - Нью-Йоркский суд признал Дональда Трампа виновным в мошенничестве в особо крупном размере[96].
  - Учёные NASA вскрыли капсулу OSIRIS-REx с образцами породы астероида Бенну и обнаружили во внешнем блоке капсулы чёрные пылевые частицы, которые были отправлены в лабораторию для дальнейшего анализа[97].
- 28 сентября
  - Кладоискатель из Великобритании нашёл в поле 12 золотых монет, изготовленных в 150 году до новой эры; монеты, найденные несколькими годами ранее прошли оценку экспертов, и были признаны имеющими возраст 2173 года, став старейшим денежным кладом в истории страны[98].
  - Роналдиньо признан лучшим футболистом 2000-х по версии FourFourTwo[99].
  - В национальном парке Нортумберленд на севере Англии неизвестные спилили платан, прославившийся своим участием в фильме «Робин Гуд: Принц воров» и бывший одним из самых фотографируемых деревьев страны[100].
  - Глава Нагорного Карабаха Самвел Шахраманян подписал указ о прекращении существования Нагорно-Карабахской Республики с 1 января 2024 года[101].
- 29 сентября
  - Учёные из Военно-медицинского университета Бетесды успешно протестировали на мышах моноклональное антитело для лечения бешенства, исследование опубликовано в журнале EMBO Molecular Medicine[102].
  - Прототип первого в мире летающего автомобиля был представлен на автосалоне в Детройте[103].
  - В результате взрыва[англ.] около мечети в округе Мастунг провинции Белуджистан погибло не менее 52 человек, ещё 70 получили ранения[104].
  - Около 70 % армян Нагорного Карабаха бежало в Армению[105].
- 30 сентября
  - На Мальдивах избран новый президент, им стал Мохамед Муиззу[106].
  - Из Нагорного Карабаха в Армению бежали 100 тысяч армян, или около 80 % населения республики[107].
  - Забастовка членов профсоюза автомобильной промышленности США (UAW) распространилась ещё на два предприятия, число бастующих превысило 25 тыс. Забастовка с требованием увеличения зарплаты началась 15 сентября на предприятиях Ford, General Motors и Stellantis и охватила 43 предприятия, включая заводы по сборке автомобилей и дистрибьюторские центры запчастей[108].